# Copa del Rey de fútbol sala 2017-18
La Copa del Rey de fútbol sala 2017/18 fue la octava edición de la Copa del Rey de fútbol sala en España, que organizan conjuntamente la Liga Nacional de fútbol sala y la Real Federación Española de Fútbol. Comenzó el 19 de septiembre de 2017, y finalizó el 5 de mayo de 2018 con una final a partido único. La Copa contó con la participación de 32 equipos entre Primera División, Segunda División y Segunda División "B".

## Primera ronda
La primera ronda se disputó los días 19 y 20 de septiembre de 2017 entre equipos de Segunda División y Segunda División "B".
| Local                   | Resultado          | Visitante                |
| ----------------------- | ------------------ | ------------------------ |
| Cidade de Narón         | 2 - 3              | Noia Portus Apostoli     |
| CDF Zierbena            | 2 - 2 (0 - 2 pen.) | Pescados Rubén Burela    |
| Guardo FS               | 4 - 3              | Prone Lugo               |
| CCR Castelldefels       | 2 - 1              | Elche CF                 |
| CFS La Union Las Palmas | 2 - 7              | CFS Bisontes Castellón   |
| CFS Fonononos Gomerón   | 1 - 4              | Rivas Futsal             |
| CD Maxorata             | 2 - 6              | Real Betis Futsal        |
| AD Club Pío-Pío Temisas | 3 - 5              | Tenerife Iberia Toscal   |
| Unión África Ceutí      | 4 - 6              | UMA Antequera            |
| FS Talavera             | 1 - 3              | Software DELSOL Mengíbar |
| Pinseque AD             | 2 - 4              | FS Valdepeñas            |
| Colo Colo Zaragoza      | 2 - 5              | Manzanares FS            |
| Leganés FS              | 5 - 3              | FSD Puertollano          |
| FS Cuéllar Cojalba      | 1 - 5              | ITEA Córdoba CF Futsal   |

## Dieciseisavos de final
Los dieciseisavos de final se disputaron los días 10 y 11 de octubre de 2017 entre los equipos ganadores de la 1.ª ronda y los de Primera División, quedando exentos de disputar los dieciseisavos de final el FC Barcelona Lassa y Movistar Inter.
| Local                    | Resultado | Visitante                   |
| ------------------------ | --------- | --------------------------- |
| Noia Portus Apostoli     | 2 - 3     | O'Parrulo FS                |
| Pescados Rubén Burela    | 2 -4      | Santiago Futsal             |
| Guardo FS                | 6 - 4     | Aspil-Vidal Ribera Navarra  |
| CCR Castelldefels        | 1 - 3     | Catgas Energía Santa Coloma |
| CFS Bisontes Castellón   | 2 - 4     | Peñíscola RehabMedic FS     |
| Rivas Futsal             | 5 - 3     | Levante UD FS               |
| Real Betis Futsal        | 1 - 7     | Palma Futsal                |
| Tenerife Iberia Toscal   | 4 - 8     | Gran Canaria FS             |
| UMA Antequera            | 2 - 6     | Jaén Paraíso Interior       |
| Software DELSOL Mengíbar | 4 - 7     | Plásticos Romero Cartagena  |
| FS Valdepeñas            | 2 - 3     | Ríos Renovables Zaragoza    |
| Manzanares FS            | 2 - 4     | CA Osasuna Magna            |
| Leganés FS               | 1 - 5     | Naturpellet Segovia         |
| ITEA Córdoba CF Futsal   | 2 - 3     | ElPozo Murcia               |

## Octavos de final
Los octavos de final se disputaron los días 24 y 25 de octubre de 2017. En esta ronda, habrá catorce equipos de Primera División, uno de Segunda División y uno de 
Segunda División "B".
| Local               | Resultado          | Visitante                   |
| ------------------- | ------------------ | --------------------------- |
| Rivas Futsal        | 4 - 3              | Catgas Energía Santa Coloma |
| O'Parrulo FS        | 4 - 4 (2 - 3 pen.) | Ríos Renovables Zaragoza    |
| Guardo FS           | 2 - 4              | CA Osasuna Magna            |
| Naturpellet Segovia | 5 - 2              | Santiago Futsal             |
| Gran Canaria FS     | 2 - 6              | Jaén Paraíso Interior       |
| ElPozo Murcia       | 4 - 4 (4 - 5 pen.) | Plásticos Romero Cartagena  |
| Palma Futsal        | 0 - 2              | FC Barcelona Lassa          |
| Movistar Inter      | 3 - 2              | Peñíscola RehabMedic FS     |

## Cuartos de final
Los cuartos de final se disputaron los días 14 de noviembre de 2017. En esta ronda, habrá siete equipos de Primera División, uno de Segunda División.
| Local                    | Resultado    | Visitante                  |
| ------------------------ | ------------ | -------------------------- |
| Rivas Futsal             | 1 - 8        | FC Barcelona Lassa         |
| Jaén Paraíso Interior    | 6 - 1        | Naturpellet Segovia        |
| Movistar Inter           | 3 - 2 (pro.) | CA Osasuna Magna           |
| Ríos Renovables Zaragoza | 8 - 3        | Plásticos Romero Cartagena |

## Semifinales
Las semifinales se disputarán los días 20 (la de ida) y, 27 de febrero de 2018 y 10 de abril de 2018 (la de vuelta). El equipo zaragozano sufrió un accidente cuando se dirigía a Jaén para disputar el partido de vuelta, lo que hizo que el partido se aplazase. Afortunadamente no hay que lamentar heridos en este siniestro que tuvo lugar en Almuradiel. En esta ronda, los cuatro equipos serán de Primera División.
| Local                    | Resultado | Visitante             | Ida   | Vuelta |
| ------------------------ | --------- | --------------------- | ----- | ------ |
| Ríos Renovables Zaragoza | 6 - 8     | Jaén Paraíso Interior | 0 - 1 | 7 - 6  |
| Movistar Inter           | 7 - 7     | FC Barcelona Lassa    | 4 - 4 | 3 - 3  |

## Final
El 5 de mayo el FC Barcelona Lassa se impuso al Jaén Paraíso Interior por 4 - 3 en Cáceres.
| Local              | Resultado | Visitante             |
| ------------------ | --------- | --------------------- |
| FC Barcelona Lassa | 4 - 3     | Jaén Paraíso Interior |